# Giorgio Gomelsky
Giorgio Sergio Alessando Gomelsky (28 de febrero de 1934 – 13 de enero de 2016) fue un cineasta, empresario, mánager musical, compositor (bajo el seudónimo "Oscar Rasputin") y productor discográfico. Nació en Georgia, antigua URSS, creció en Suiza y desarrolló su carrera en el Reino Unido y los Estados Unidos.
Era dueño del club Crawdaddy en la ciudad de Londres, donde los Rolling Stones tocaban constantemente, y a los que Girogio representó en sus primeros años de carrera. Contrató a la banda The Yardbirds como reemplazo de los Stones y también fue su representante. En 1967 fundó la discográfica Marmalade Records (distribuida por Polydor), la cual contrató a las bandas Julie Driscoll, Brian Auger and the Trinity, The Blossom Toes y grabó los primeros discos de Graham Gouldman, Kevin Godley y Lol Creme. La disquera cerró en 1969. Gomelsky también colaboró con The Soft Machine, Daevid Allen, Gong, Magma y Material.
Falleció de cáncer el 13 de enero de 2016 en Nueva York a los 81 años.